# Цизальпійська республіка
Цизальпійська республіка (італ. Repubblica Cisalpina; ломб. Republica Cisalpina) — французька сестринська республіка в Північній Італії, що існувала у 1797–1802 роках.
Після Битви при Лоді в травні 1796 року, французький генерал Наполеон I Бонапарт заснував дві держави: одну на південь від річки По — Циспаданську республіку, і одну на північ — Транспаданську республіку. 29 червня 1797 ці дві держави були об'єднані у Цизальпійську республіку зі столицею в Мілані. До неї також було включено невеличку Кремасканську республіку зі столицею в Крема. Австрія визнала новостворену державу по Кампо-Формійському миру 17 жовтня 1797 року, отримавши в замін залишки Венеційської республіки.

## Загальні дані
Республіка розташовувалась на теренах колишнього Міланського герцогства, володінь Венеційської республіки на захід від річки Адідже, Герцогства Модени і Реджо, Папської держави, провінції П'ємонт Новари. Республіка мала територію 42 500 км², населення 3 240 000 і складалось з 20 департаментів.

## Взаємовідносини зі Швейцарією
Новий уряд мав за мету об'єднання всієї Італії. Це призвело до напружених відносин зі Швейцарією, яка мала італомовні кантони на південь від Альп. 10 жовтня 1797, французи підтримали повстання в долині Вальтелліна. Цизальпійська республіка отримала контроль над Кампйоне-д'Італія й Вальтелліною, що раніше належали кантону Граубюнден. Також Цизальпійська республіка спробувала підкорити Лугано, але спроба зазнала невдачу.

## Союзний договір
Формально, Цизальпійська республіка була незалежною державою в союзі з Францією, але договір про союз вельми обмежував суверенітет республіки. Французи в дійсності мали контроль над місцевою поліцією, республіка за власний рахунок утримувала французьке військо у 25 000 вояків. Цизальпійська республіка мала також власну армію у 35 000 осіб, які брали участь у французьких військових кампаніях.
4 березня 1798, Директорія представила договір у нижню палату для ратифікації. Рада не була згодна з умовами і потребувала час на обговорення, перш ніж прийняти будь-яке рішення. Врешті-решт французький генерал Бертьє змусив депутатів прийняти його. Верхня палата відразу відмовилась підписати договір, через те що держава не мала коштів на виконання його. Бертьє пригрозив застосувати війська, але пізніше він був замінений генералом Брюном. Останній, після того, як зробив ротацію депутатів Верхньої і Нижньої палати, отримав підписання договору 8 червня 1798 року.

## Друга Республіка

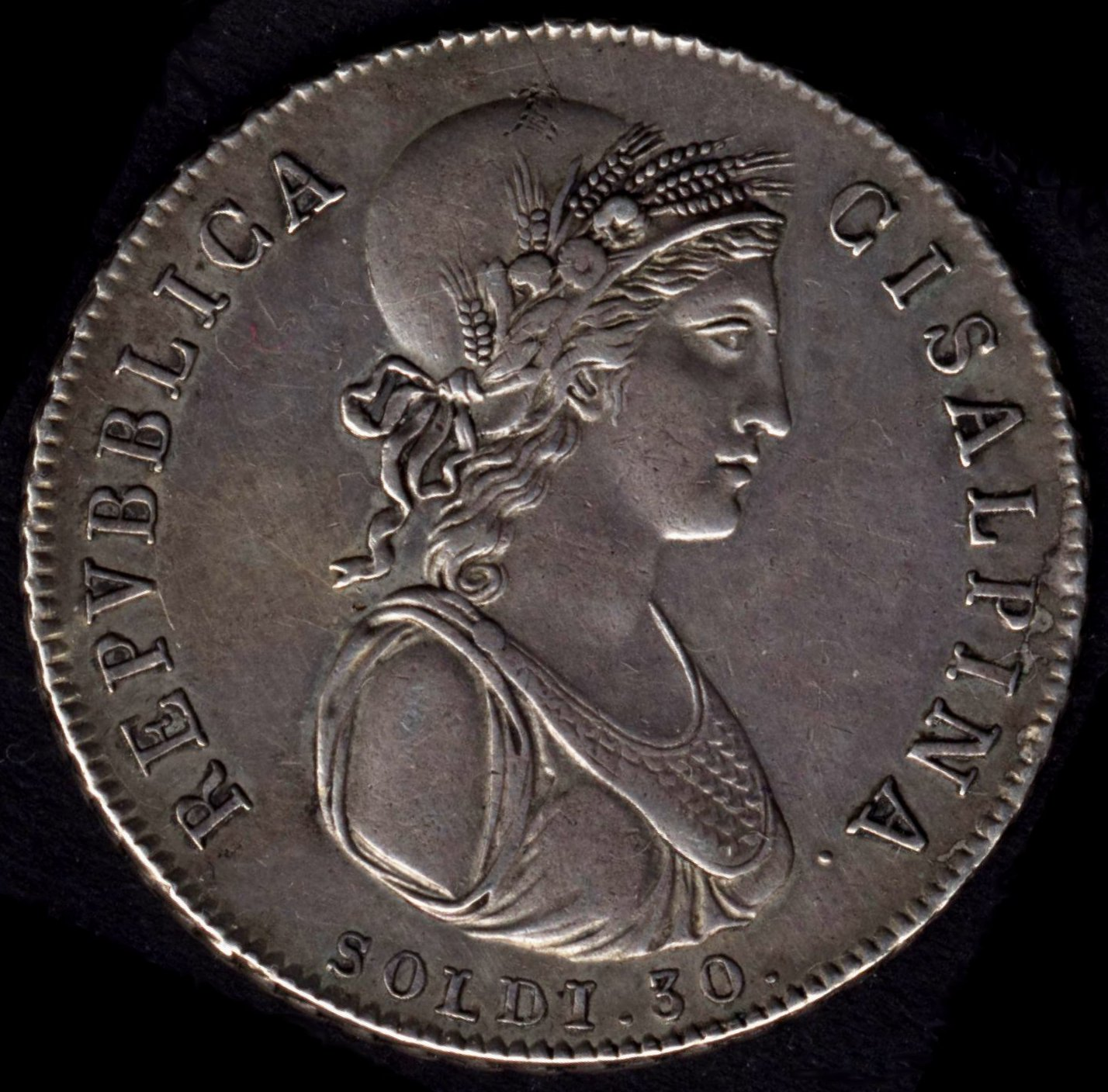
Монета 30 soldi (дорівнює 1 1/2 ліри) Цизальпійської республіки, 1801

Перша Цизальпійська республіка була розпущена після поразки Франції від Другої Коаліції в серпні 1799. Вона була окупована російськими (Італійський і швейцарський похід Суворова) і австрійськими військами, які залишили терен республіки лише після червня 1800, коли Наполеон переміг у битві біля Маренго. Республіка була відновлена згідно з Люневільським миром від 9 лютого 1801. Республіка окрім колишніх теренів отримала Венето, що була під австрійським правлінням, і від Папської області — Марке.
24 січня 1802 Цизальпійська республіка змінила свою назву на Італійську республіку, коли сам Наполеон був обраний президентом, за порадою Талейрана.
Двома днями пізніше Бонапарт з'явився в Колеж де-ла-Трініте (Collège de la Trinité) в Ліоні, де були присутні Мюрат, Бертьє, Луї Бонапарт, Ортенс і Жозефіна де Богарне, і офіційно визнав Італійську республіку .
Пізніше Італійська республіка стала Італійським королівством (1805—1814).